# Многочлен HOMFLY
У математичній теорії вузлів многочлен HOMFLY або многочлен HOMFLYPT (іноді, узагальнений многочлен Джонса) — многочлен вузла з 2 змінними, тобто інваріант вузла у формі многочлена змінних m і l.
Центральним питанням математичної теорії вузлів є те, чи дві діаграми вузлів представляють один і той самий вузол. Один із інструментів для відповідей на такі запитання — многочлен вузла: його обчислюють за діаграмою вузла і можна показати, що він є інваріантом вузла, тобто діаграми, що представляють той самий вузол, мають однаковий многочлен. Обернене може бути хибним. Многочлен HOMFLY є одним із таких інваріантів, він узагальнює два раніше відкриті многочлени, многочлен Александера та многочлен Джонса, які можна отримати з HOMFLY відповідними замінами. Многочлен HOMFLY також є квантовим інваріантом.
Назва HOMFLY поєднує в собі ініціали його співвідкривачів: Джима Госте (Jim Hoste), Адріана Окнеану, Кеннета Міллета, Пітера Фрайда, Вільяма Лікоріша та Девіда Єттера (David N. Yetter). Додаток PT вказує на незалежний внесок Юзефа Пшетиського і Павла Трачика (Paweł Traczyk).

## Визначення
Многочлен визначають за допомогою скейн-співвідношення:
{\displaystyle P(\mathrm {unknot} )=1,\,}
{\displaystyle P(L)={\frac {-(\ell +\ell ^{-1})}{m}}P(L_{1})P(L_{2}).}
де {\displaystyle L_{+},L_{-},L_{0}} — зачеплення, утворені перетином та згладжуванням у локальній ділянці діаграми зачеплення, як показано на малюнку.
Многочлен HOMFLY зачеплення L, яка є розділеним об'єднанням двох зачеплень {\displaystyle L_{1}} і {\displaystyle L_{2}} має вигляд
{\displaystyle \ell P(L_{+})+\ell ^{-1}P(L_{-})+mP(L_{0})=0,\,}
На сторінці про скейн-співвідношення є приклад обчислення з використанням таких співвідношень.

## Інші скейн-співвідношення HOMFLY
Цей многочлен можна також отримати, використовуючи інші скейн-співвідношення:
{\displaystyle \alpha P(L_{+})-\alpha ^{-1}P(L_{-})=zP(L_{0}),\,}
{\displaystyle xP(L_{+})+yP(L_{-})+zP(L_{0})=0,\,}

## Основні властивості
{\displaystyle P(L_{1}\#L_{2})=P(L_{1})P(L_{2}),\,}де # позначає суму вузлів; таким чином, поліном HOMFLY складеного вузла є добутком многочленів HOMFLY його компонентів.
{\displaystyle P_{K}(\ell ,m)=P_{{\text{Mirror Image}}(K)}(\ell ^{-1},m),\,}тому многочлен HOMFLY часто можна використати для розрізнення двох вузлів різної хіральності. Однак існують хіральні пари вузлів, які мають однаковий многочлен HOMFLY, наприклад вузли 942 і 1071 разом із відповідними дзеркальними зображеннями.
Многочлен Джонса, V (t), і многочлен Александера, {\displaystyle \Delta (t)\,} можна обчислити через многочлен HOMFLY (версія зі змінними {\displaystyle \alpha } і {\displaystyle z}):
{\displaystyle V(t)=P(\alpha =t^{-1},z=t^{1/2}-t^{-1/2}),\,}
{\displaystyle \Delta (t)=P(\alpha =1,z=t^{1/2}-t^{-1/2}),\,}